# Zale calycanthata
Zale calycanthata är en fjärilsart som beskrevs av Smith och John Abbot 1797. Zale calycanthata ingår i släktet Zale och familjen nattflyn. Inga underarter finns listade i Catalogue of Life.